# Вињоне (Варезе)
Вињоне (итал. Vignone) је насеље у Италији у округу Варезе, региону Ломбардија.
Према процени из 2011. у насељу је живело 4 становника. Насеље се налази на надморској висини од 514 м.